# Osthoffen
 Osthoffen (en alsacià Oschthoffe) és un municipi francès, situat a la regió del Gran Est, al departament del Baix Rin. L'any 2004 tenia 815 habitants.
Forma part del cantó de Lingolsheim, del districte d'Estrasburg i de la Strasbourg Eurométropole.

## Demografia
| 1962 | 1968 | 1975 | 1982 | 1990 | 1999 |
| ---- | ---- | ---- | ---- | ---- | ---- |
| 403  | 409  | 408  | 514  | 573  | 683  |

## Administració
| Període | Identitat      | Partit |
| ------- | -------------- | ------ |
| 2001-   | Antoine Schall |        |